# Amt Kirchspielslandgemeinde Heider Umland
Het Amt Kirchspielslandgemeinde Heider Umland is een Amt in de Duitse deelstaat Sleeswijk-Holstein in Dithmarschen. Het bestuur is gevestigd in Heide dat zelf echter geen deel uitmaakt van het Amt.
Het Amt ontstond in 2008 uit de voormalige Ämter Kirchspielslandgemeinde Heide-Land en Kirchspielslandgemeinde Weddingstedt alsmede de gemeente Norderwöhrden die tot 2008 deel uitmaakte van het Amt Kirchspielslandgemeinde Wesselburen.

## Deelnemende gemeenten
1. Hemmingstedt
2. Lieth
3. Lohe-Rickelshof
4. Neuenkirchen
5. Norderwöhrden
6. Nordhastedt
7. Ostrohe
8. Stelle-Wittenwurth
9. Weddingstedt
10. Wesseln
11. Wöhrden